# Real Illusions: Reflections
Real Illusions: Reflections è un album in studio del chitarrista statunitense Steve Vai, pubblicato il 22 febbraio del 2005. L'ultimo lavoro in studio era stato The Ultra Zone, nel 1999.
Real Illusions: Reflections è il primo album di una trilogia chiamata Real Illusions, il secondo in ordine cronologico è The Story of Light. In un'intervista ha dichiarato l'intenzione di realizzare, dopo il terzo e ultimo della trilogia, un album che raccolga i brani in ordine con l'aggiunta di nuovi pezzi o di testi.

## Tracce
Tutte le tracce scritte da Steve Vai.
1. Building the Church – 4:58
2. Dying for Your Love – 4:50
3. Glorious – 4:35
4. K'm-Pee-Du-Wee – 4:00
5. Firewall – 4:19
6. Freak Show Excess – 6:51
7. Lotus Feet – 6:45
8. Yai Yai – 2:37
9. Midway Creatures – 3:42
10. I'm Your Secrets – 4:26
11. Under it All – 8:07

## I brani
- Building the Church ha inizio con una parte in tapping senza altri strumenti, che prosegue con il resto degli strumenti a fare da base. Tratta della costruzione della chiesa da parte di Pamposh. Per la canzone Steve Vai non usa tecniche particolari, escluso il tapping iniziale, ma si avvale però di vari effetti (distorsore, wah wah e compressore).
- Lotus Feet, la settima traccia ha ricevuto la nomina per il Grammy Award for Best Rock Instrumental Performance. La canzone è stata registrata dal vivo nei Paesi Bassi nel 2004 durante il tour "The Aching Hunger Tour".

## Strumentazione
Per la prima volta dopo molti anni, Vai usa una chitarra a sette corde, nel brano Under it All.
Si tratta del primo album in cui Vai ha utilizzato la sua chitarra "Bad Horsie" Ibanez JEM. Quest'ultima monta pick-up DiMarzio Breed e un Fernandes sustainer. Viene utilizzata in Building the Church e Dying for Your Love.

## Recensione
L'intero album è stato duramente criticato dal noto musicista Richard Benson durante la trasmissione televisiva Cocktail Micidiale, in cui si ipotizzava, circa il brano Lotus Feet, un plagio nei confronti del brano Feelings di Morris Albert.